# نيل هابارد
نيل هابارد (بالإنجليزية: Neil Hubbard)‏ هو عازف قيثارة بريطاني، ولد في 24 فبراير 1948.

## وصلات خارجية
- نيل هابارد على موقع ميوزك برينز (الإنجليزية)
- نيل هابارد على موقع أول ميوزيك (الإنجليزية)
- نيل هابارد على موقع ديسكوغز (الإنجليزية)